# Schlegel (Hainichen)
Schlegel ist ein Ortsteil der Großen Kreisstadt Hainichen im Landkreis Mittelsachsen in Sachsen. Er wurde am 1. Januar 1999 eingemeindet.

## Geographie

### Geographische Lage und Verkehr

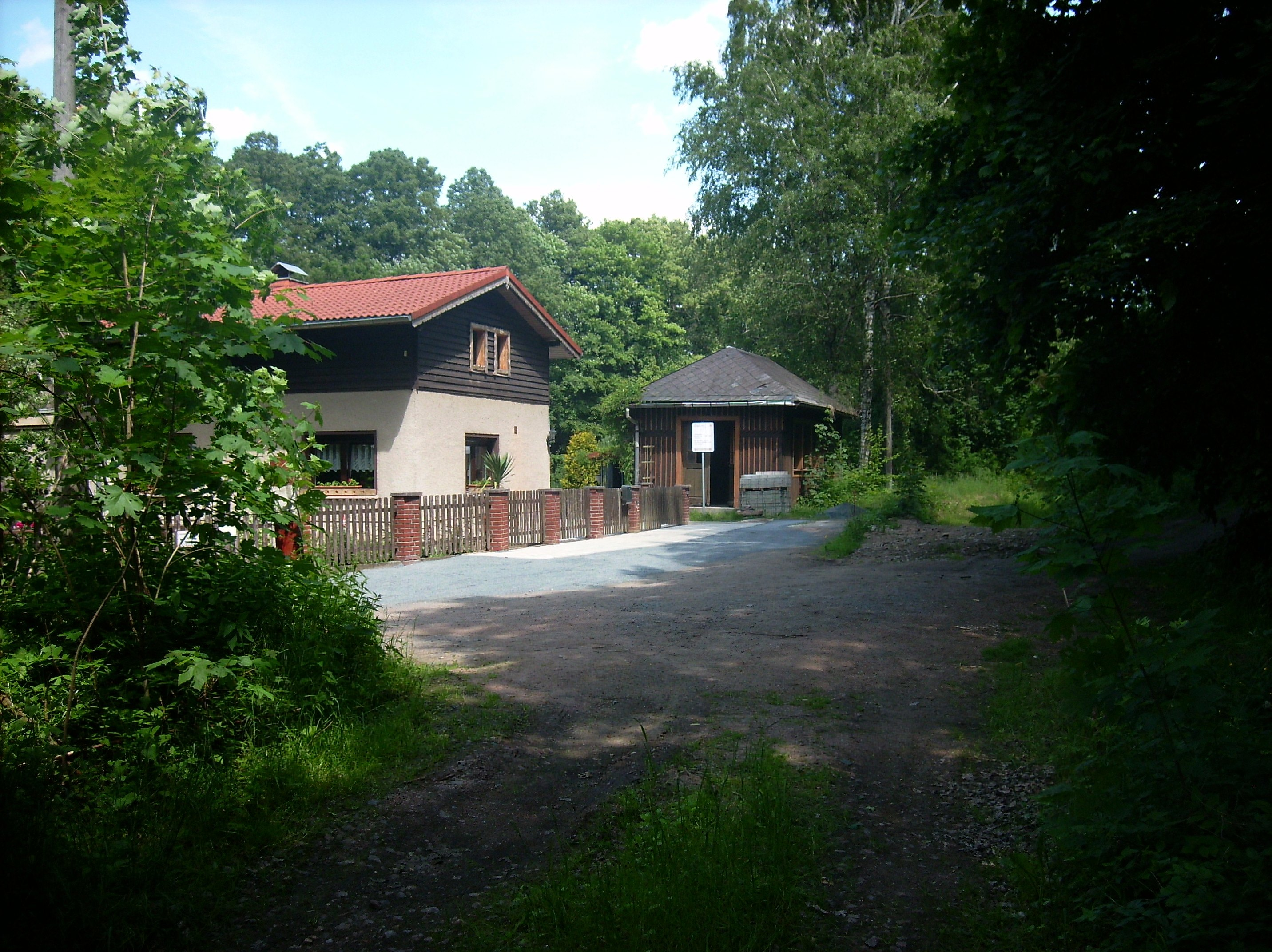
Ehemaliger Haltepunkt Kratzmühle im Tal der Kleinen Striegis

Schlegel ist der nördlichste Ortsteil der Stadt Hainichen. Der Ort liegt nördlich bzw. westlich der Kleinen Striegis. Südlich von Schlegel befindet sich die Siedlung Kratzmühle im Tal der Kleinen Striegis. Dort befindet sich der stillgelegte Teil der Bahnstrecke Roßwein–Niederwiesa, an welcher der Ortsteil Kratzmühle einen Haltepunkt besaß. Westlich von Schlegel führt die Bundesstraße 169 vorbei, im Süden die Bundesautobahn 4.

### Nachbarorte
| Greifendorf, Moosheim | Arnsdorf                                    |          |
| Oberrossau            | Kompassrose, die auf Nachbargemeinden zeigt | Kaltofen |
| Crumbach              | Ottendorf                                   |          |

## Geschichte
Das Waldhufendorf Schlegel wurde im Jahr 1350 als „Slegel“ erwähnt. Schlegel gehörte ursprünglich zum Besitz des Klosters Altzella. Nach der Säkularisation des Altzellaer Klosterbesitzes im Jahr 1540 kam der Ort zum neu gegründeten wettinischen Amt Nossen. Kirchlich ist der Ort seit jeher nach Hainichen gepfarrt. Schlegel gehörte bis 1856 als Amtsdorf zum kursächsischen bzw. königlich-sächsischen Amt Nossen.
Ab 1856 gehörte Schlegel zum Gerichtsamt Hainichen und ab 1875 zur Amtshauptmannschaft Döbeln, welche 1939 in Landkreis Döbeln umbenannt wurde. Seit 1874 führte an Schlegel im Tal der Kleinen Striegis die Bahnstrecke Roßwein–Niederwiesa vorbei. Der Ort war über den damals noch zu Crumbach gehörigen Ortsteil Kratzmühle seit 1883 an die Eisenbahn angebunden. Erst im Jahr 1938 wurde die Siedlung Kratzmühle nach Schlegel umgegliedert. Im Zuge der Stilllegung des Streckenabschnitts Roßwein–Hainichen im Jahr 1998 wurde auch der Haltepunkt Kratzmühle am 27. April 1998 außer Betrieb genommen.
Mit der zweiten Kreisreform in der DDR kam die Gemeinde Schlegel im Jahr 1952 zum Kreis Hainichen im Bezirk Chemnitz (1953 in Bezirk Karl-Marx-Stadt umbenannt). Seit 1990 gehörte Schlegel zum sächsischen Landkreis Hainichen, der 1994 im Landkreis Mittweida und 2008 im Landkreis Mittelsachsen aufging. Am 1. Januar 1999 wurde Schlegel nach Hainichen eingemeindet.